# سكوت ريني
سكوت ريني (بالإنجليزية: Scott Rennie)‏ هو كاهن بريطاني، ولد في 31 مارس 1972 في Bucksburn ‏ في المملكة المتحدة.